# 座間かおり
座間 かおり（ざま かおり）は、関東地方を拠点に活動していた日本のフリーアナウンサー。本人はフリーキャスターと称している。

## 来歴
神奈川県横浜市出身。
高校1年のときにアメリカのバージニア州にあるスチュアート・ホール・スクール（英語版）に留学して以来、24歳まで日本国外で生活していた。大学1・2年時にはニューヨーク州にあるシラキュース大学に在籍し、3・4年時には同大学の Syracuse University Abroad (SU Abroad) 制度を利用してスペインのマドリードに留学していた。
帰国後、旅行会社が企画したアフリカ南部の旅ガイドブックの現地取材コーディネーターを半年間務めた後、日本でフリーキャスターとして活動。日本語と英語とスペイン語を話せるトライリンガルであるが、オフィスケイアールに所属していた頃には「バイリンガルMC」の肩書きで活動していた。
後に結婚。そして2011年2月に長女を出産し、1児の母になる。

## 出演
- 大使の国のたからもの（テレビ東京） - インタビュアー通訳
- カリオカ・フットボールクラブ足立（ケーブルテレビ足立） - リポーター
- チャンネル・ガイド（東急ケーブルテレビジョン） - キャスター
- ケーブルタウン（東急ケーブルテレビジョン） - 金曜サブキャスター
- いっつ365（イッツコム） - 「おいしいって聞いたんですけど」リポーター
- Hi!横濱編集局（テレビ神奈川） - アシスタント
- 地元発信! 東京ジモティ（フジテレビ） - リポーター
- 川崎広報番組（w/フロンターレ）[7]（イッツコム） - リポーター
- 剣山ゴルフトーナメント[7]（イッツコム） - リポーター
- ウィークリーホットライン（小田急ケーブルビジョン） - キャスター
- ホームタウンまちかわ（ジェイコムせたまち） - キャスター
- サイエンスフロンティア21（サイエンスチャンネル） - リポーター、ナレーター
- 法事はおかかせ海湘丸[7]（メディアッティかながわ） - リポーター
- 軽井沢山本麗子（メディアッティかながわ） - リポーター
- tvk NEWSハーバー（テレビ神奈川） - 生中継リポーター
- 1230アッと!!ハマランチョ（テレビ神奈川） - リポーター
- Nightスプラッシュ!（J:COM かながわセントラル）

## 寄稿
- 世界に挑戦する私たち 東大よりハーバードに行こう!?（著者：森田正康、出版社：アルク、発行：2005年12月、ISBN 4-7574-0933-8）